# Anna Ringsred
Anna Ringsred (* 27. September 1984 in Duluth, Minnesota) ist eine US-amerikanische Eisschnellläuferin.

## Leben
Anna Ringsreds Einstieg in den Weltcup begann mit der Saison 2006/07 über die Mittel- und Langstrecken.
Ihre besten Ergebnisse konnte sie in der B-Gruppe mit Platz 5 über 1500 Meter und Platz 8 über 3000 Meter erzielen. Bei den Einzelstreckenweltmeisterschaften 2007 belegte sie im Teamlauf mit Maria Lamb und Mia Manganello den fünften Platz.
In der Saison 2008/09 blieb sie dem Weltcup fern. Ihre Starts beschränkten sich auf nationale Meisterschaften und die Kontinentalmeisterschaften, wo sie Bronze über 3000 Meter gewann.